# Джованнини, Гая
Гая Джованнини (итал. Gaia Giovannini; род. 17 декабря 2001, Сан-Джованни-ин-Персичето, метрополитенский город Болонья, область Эмилия-Романья, Италия) — итальянская волейболистка, нападающая-доигровщица. Олимпийская чемпионка 2024.

## Биография
Волейболом начала заниматься в родном городе Сан-Джованни-ин-Персичето. До 2019 выступала за молодёжные команды «Идея» (Болонья) и «Андерлини» (Модена) в сериях С и В2 чемпионата Италии, после чего заключила контракт с ВК «Монтале», выступавшей в серии А2. В 2020 дебютировала в серии А1 итальянского национального первенства в команде из Кунео, за которую играла на протяжении двух сезонов. В 2022 перешла в «Игор Горгондзолу» из Новары, а с 2023 выступает за «Мегабокс» (Валлефолья).
В 2024 Джованнини впервые была включена в национальную сборную Италии, с которой в том же году спортсменка выиграла «золото» Олимпийских игр и Лиги наций.

### Клубная карьера
- 2016—2017 —  «Идея» (Болонья);
- 2017—2019 —  «Андерлини» (Модена);
- 2019—2020 —  «Монтале» (Кастельнуово-Рангоне);
- 2022—2023 —  «Игор Горгондзола» (Новара);
- с 2023 —  «Мегабокс» (Валлефолья).

## Достижения

### Со сборной Италии
- Олимпийская чемпионка 2024.
- двукратная чемпионка Лиги наций — 2024, 2025.